# Zecchino d'Oro 2004
Il quarantasettesimo Zecchino d'Oro si è svolto a Bologna dal 16 al 20 novembre 2004.
È stato presentato da Cino Tortorella, Roberto Ciufoli, Cristina Chiabotto (nel ruolo della fatina) e Dario Di Tursi, con la partecipazione di Geronimo Stilton. La sigla è stata una canzone cantata sulla melodia di Le tagliatelle di nonna Pina, ma con testo rielaborato, mentre nella giornata finale il cartone della canzone stessa.
In questa edizione viene introdotto il televoto.
Il Fiore della solidarietà del 2004 è dedicato ad una campagna a favore degli anziani.
Gli ospiti di questa edizione sono Michael ed Eleonora Cadeddu, Edoardo Bennato, Ambra Angiolini, Francesco Salvi, Igor Cassina, Damiano Tommasi, il Mago Pecar, Karolina Olczedajewska, Alberto Gilardino e Fabio Cannavaro.
È stata l'ultima edizione in cui il pubblico viene composto da tanti adulti e pochi bambini. Ritornerà così dalla finale del 2019 (62ª edizione).
Un altra novità di questa edizione, e segnata dalla presenza di 2 bambini sordomuti che hanno tradotto i testi dei brani e le parole dei presentatori in LIS-Lingua dei Segni Italiana per gli spettatori non udenti in studio e da casa.

## Brani in gara
- Annibale e l'elefante Aristide (Testo: Gian Marco Gualandi/Musica: Gian Marco Gualandi) - Elisabetta Grasso (5 anni) e Susanna Massetti (9 anni)
- Dolce matematica (Testo: Mario Manasse/Musica: Marco Mojana) - Fabio Afrune (9 anni) e Erika Perotti (8 anni)
- Emilio (Emilio) ( El Salvador) (Testo originale e Musica: Inés Medina De Viaud/Testo italiano: Fabrizio Palaferri) - Nathalia Bustamante Sol (6 anni)
- Il gatto puzzolone (Testo: Federico Padovano/Musica: Alessandro Nidi, Cristiano Minellono) - Mauro Farci (5 anni)    (1º posto)
- Il mio nonno è un DJ (Testo: Paola Angeli, Gian Marco Gualandi/Musica: Massimo Carpani, Gian Marco Gualandi) - Alessio Crescenzi (8 anni) (3º posto)
- Il nostro Festival (Die Gaukler kommen) ( Germania) (Testo originale: Robert Sattler, Günter Lauke/Testo italiano: Renato Zero, Musica: Günter Lauke, Teddy Goldhuber) - Floriana Maddalena Maiello (9 anni)
- Il pianeta Grabov (Testo: Giovanni Gotti/Musica: Dodi Battaglia) - Mario Scucces (7 anni)
- La stellina (A estrelinha voadora) ( Portogallo) (Testo Originale: António Castro/Testo italiano: Ivano Balduni, Musica: João Nunes Atanázio) - Catarina Atanázio (6 anni)
- Le note son bambine (Musika ng mga bata) ( Filippine) (Testo originale: Jerry Arquisola/Testo italiano: Vittorio Sessa Vitali, Musica Jerry Arquisola) - Giampaola Bueno e Reanna Grace Naraja Mallillin (entrambe 10 anni)
- L'orso canterino (El oso cantor) ( Cuba) (Testo originale: Hugo Tamayo Tornés/Testo italiano: Michele Galasso, Musica: Hugo Tamayo Tornés) - Sergio Manuel Tamayo Viera (6 anni)
- Patataj (Patataj) ( Polonia) (Testo Originale: Piotr Kleszcz/Testo italiano: Maria Cristina Misciano, Musica: Piotr Kleszcz) - Joanna Strembicka (6 anni)
- Quell'anello d'oro (Testo: Marco Iardella/Musica: Marco Iardella) - Maria Luce Gamboni (9 anni)
- Tali e quali (Testo: Maria Francesca Polli/Musica: Franco Fasano) - Denise Ramella e Sharon Ramella (entrambe 7 anni)
- Una stella a Betlemme (نجم إلى بيت لحم) ( Palestina) (Testo italiano: Gianfranco Scancarello, Musica: Akimsakti) - Milad Nicola Elias Fatouleh (ميلاد نقولا الياس فتولة) (9 anni)  (2º posto)

## Curiosità
- Il CD del 47° Zecchino D'Oro, contiene un breve filmato del Backstage della realizzazione.
- Alessio Crescenzi è il fratello minore di Simone Crescenzi, che nel 2001 ha interpretato Scacco Matto.
- Reanna Grace Naraja Mallillin è la sorella maggiore di Gianmarco Naraja Mallillin, che nel 2010 ha interpretato Grazie a te.
- Topo Gigio non ha preso parte a questa edizione.
- Nella giornata finale, durante la fase di riascolto delle canzoni finaliste, si sono verificati 3 black-out in studio.
- Durante la finale è stato fatto un piccolo tributo a Topo Gigio, che non ha preso parte a questa edizione.
- Mario Scucces e Maria Luce Gamboni hanno partecipato alla prima edizione di Ti lascio una canzone.